# British Comedy Awards 2002

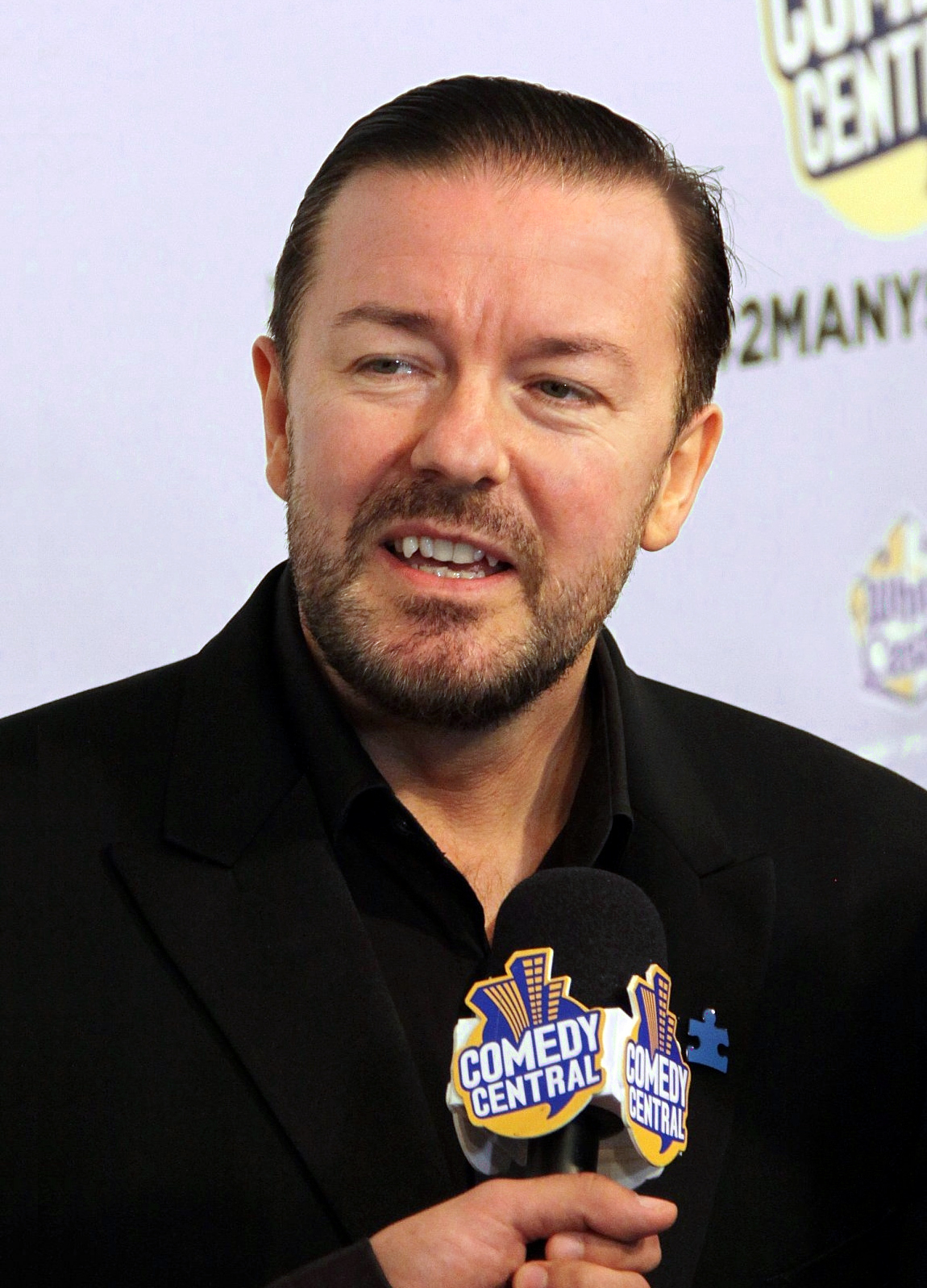
Ricky Gervais, najlepszy telewizyjny aktor komediowy

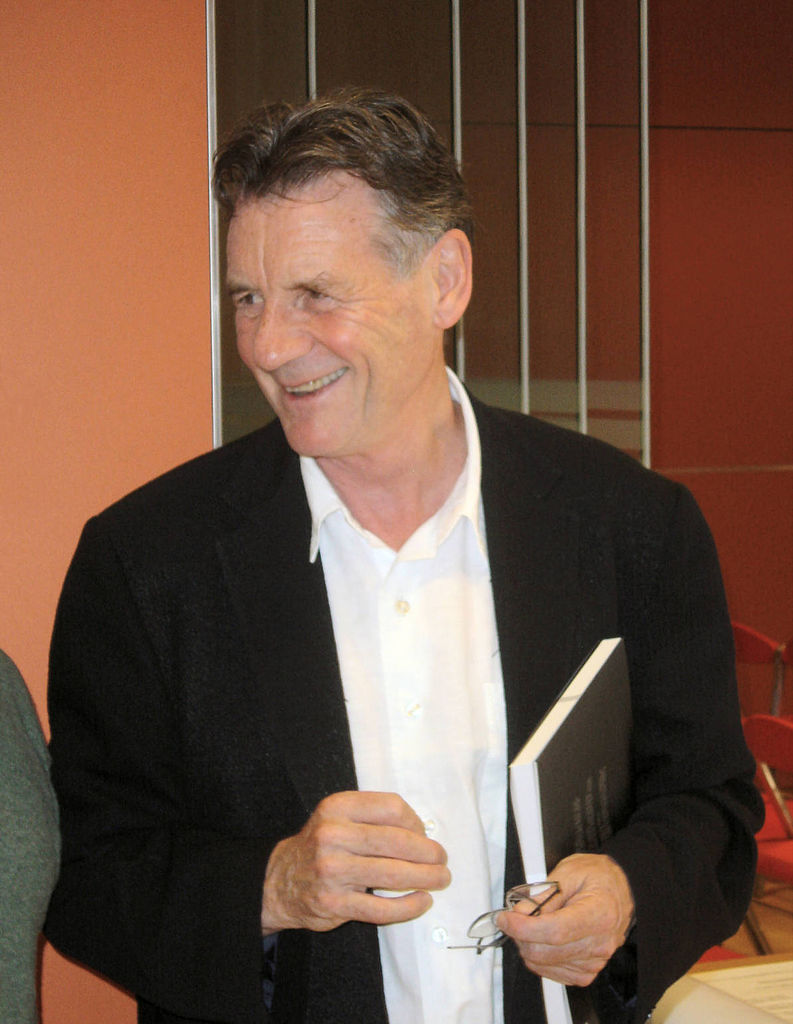
Michael Palin, nagroda za całokształt twórczości

British Comedy Awards 2002 – trzynasta edycja nagród British Comedy Awards. Ceremonia rozdania nagród odbyła się w grudniu 2002, a jej prowadzącym był tradycyjnie Jonathan Ross. Swoją pierwszą aktorską British Comedy Award otrzymał Ricky Gervais, którego wyróżniono za rolę w serialu Biuro, który został też uznany za najlepszą komedię telewizyjną. Nagrodę dla najlepszej aktorki odebrała Kathy Burke za rolę w serialu Daj, daj, daj. Oboje nagrodzeni aktorzy byli też współscenarzystami seriali, za które zostali wyróżnieni. Nagrodę dla najlepszego zagranicznego serialu komediowego otrzymało amerykańskie Sześć stóp pod ziemią, mimo iż w większości klasyfikacji serial ten uznawany jest za dramat, a nie komedię. 

## Lista laureatów
- Najlepszy telewizyjny aktor komediowy: Ricky Gervais
- Najlepsza telewizyjna aktorka komediowa: Kathy Burke
- Najlepsza osobowość w komedii i rozrywce: Graham Norton
- Najlepszy program komediowo-rozrywkowy: V Graham Norton
- Najlepszy debiut komediowy: Kris Marshall
- Najlepsza nowa komedia telewizyjna: The Kumars at No. 42
- Najlepsza komedia telewizyjna: Biuro
- Najlepszy komediodramat: Auf Wiedersehen Pet
- Najlepszy zagraniczny serial komediowy: Sześć stóp pod ziemią
- Najlepsza komedia filmowa: Podkręć jak Beckham
- Nagroda publiczności: Phoenix Nights
- Nagroda za całokształt twórczości: Michael Palin
- Scenarzysta komediowy roku: Peter Kay